# Ынтымак (Жамбылский район)
Ынтымак (каз. Ынтымақ) — село в Жамбылском районе Алматинской области Казахстана. Входит в состав Узынагашского сельского округа. Код КАТО — 194230300.

## Население
В 1999 году население села составляло 1015 человек (527 мужчин и 488 женщин). По данным переписи 2009 года, в селе проживало 1413 человек (716 мужчин и 697 женщин).